# Анастасий (Шистеров)
Епископ Анастасий (в миру Александр Николаевич Шистеров; 30 августа 1964, Очёр, Пермская область) — старообрядческий епископ Курской епископии с титулом епископ Екатеринодарский и Кавказский, управляющий приходами на Кубани.

## Биография
Родился 30 августа 1964 года в благочестивой старообрядческой семье в г. Очёр Пермской области.
В 1989 году закончил исторический факультет Пермского государственного педагогического института, а в 1994 году — философский факультет Кубанского государственного университета (г. Краснодар).
Принадлежал к Русской православной старообрядческой церкви. В начале 1990-х годов был пономарём при Покровском кафедральном Соборе на Рогожской заставе. Позднее переехал на Украину, где мае 1999 года был поставлен епископом Киевским Саватием (Козко) в священники. Был запрещён в священнослужении, которое было с него снято через некоторое время.
В августе 2004 года Совет Митрополии рассмотрел его прошение о переводе в Краснодар для организации общины, но за «ослушание архиерея и нарушение церковной дисциплины» постановил запретить иерея Александра Шистерова от всякого священнодействия сроком до Освященного Собора.
Был принят вместе с общиной епископом Аполлинарием (Дубининым) и 30 апреля 2006 года в храме Покрова Пресвятой Богородицы на хуторе Новопокровский Приморско-Ахтарского района Краснодарского края епископ Аполлинарий (Дубинин) по согласованию с епископом Евмением (Титовым) совершил архиерейскую хиротонию Анастасия (Шистерова) во епископа Екатеринодарского и Кавказского.
Собором древлеправославной церкви (Курской архиепископии), проходившем 12-16 октября 2014 года, был лишен архиерейского сана за то, что вверенная ему паства была оставлена им на протяжении многих лет.
Своего извержения не признал, утверждая, что духовно окормляет некие общины казаков-некрасовцев. Формально, он также состоит в общении с епископом Аполлинарием, однако в реальности общения с ним не имел. Постоянно проживал в городе Грозный. Число его приверженцев неизвестно, но едва ли насчитывает 100 человек.